# Hipopòtam
L'hipopòtam (Hippopotamus amphibius) és un mamífer semiaquàtic de grans dimensions i dieta majoritàriament herbívora que viu a l'Àfrica subsahariana. Juntament amb l'hipopòtam nan (Choeropsis liberiensis), és una de les dues espècies vivents de la família dels hipopotàmids. L'hipopòtam és el tercer mamífer terrestre més gros després de l'elefant i el rinoceront, que també es troben a Àfrica, així com l'artiodàctil vivent de major pes.
Malgrat que el seu aspecte recorda els porcs i altres artiodàctils terrestres, els parents més propers dels hipopotàmids són els cetacis (balenes, dofins, marsopes i afins), dels quals divergiren fa uns 55 milions d'anys. Es caracteritzen per tenir el tors amb forma de barril, una boca enorme dotada d'ullals grossos, el cos gairebé totalment mancat de pèls i potes de tipus columnar. Els mascles pesen 1.500 kg de mitjana i les femelles 1.300 kg. Ni la seva corpulència ni les seves potes curtes els impedeixen córrer a velocitats de 30 km/h en distàncies curtes.
Habiten rius, llacs i aiguamolls de manglar. Els mascles, territorials, dominen zones d'aigua i conviuen amb un grup de cinc a trenta femelles i cries. L'aparellament i el naixement tenen lloc a l'aigua. Durant el dia, els hipopòtams es mantenen frescos quedant-se a l'aigua o el fang i n'emergeixen al capvespre per pasturar als herbassars. El pasturatge és una activitat solitària i els hipopòtams normalment no mostren cap comportament territorial a terra. Els hipopòtams es troben entre els animals més perillosos del món a causa de la seva naturalesa agressiva i imprevisible. Estan amenaçats per la pèrdua d'hàbitat i la caça il·legal per obtenir-ne la carn i l'ivori.

## Etimologia
El terme 'hipopòtam' prové de la paraula llatina hippopotamus que, al seu torn, prové del grec antic ἱπποπόταμος (hippopótamos); paraula formada per ἵππος (híppos), ‘cavall’, i ποταμός (potamós), ‘riu’. Així, el significat complet de la paraula és ‘cavall de riu’.

## Taxonomia i orígens

### Classificació
L'hipopòtam modern i l'hipopòtam nan són els únics membres vius de la família dels Hippopotamidae. Alguns taxònoms situen els hipopòtams i els antracotèrids a la superfamília Anthracotheroidea. La família Hippopotamidaees classifica, juntament amb altres ungulats artiodàctils, a l'ordre Artiodactyla.
S'han descrit cinc subespècies d'hipopòtams basades en diferències morfològiques en els cranis, així com en la seva àrea geogràfica:
- H. a. amphibius: (la subespècie nominal) es troba des de Gàmbia cap a l'est fins a Etiòpia i després cap al sud fins a Moçambic, i històricament s'estenia fins al nord d'Egipte. El seu crani es caracteritza per una regió preorbital moderadament reduïda, una superfície dorsal arrodonida, una símfisi mandibular allargada i dents mastegadores més grans.

- H. a. kiboko: es troba a Kenya i Somàlia; és més petit i de color més clar que altres hipopòtams, amb uns narius més amples, un morro una mica més llarg i òrbites més arrodonides i relativament elevades amb un espai incurvat entre elles.
- H. a. capensis: es troba a Zàmbia i Sud-àfrica i es distingeix per les òrbites més amples.
- H. a. tschadensis: es troba entre Txad i Níger i té una cara una mica més curta però més àmplia i òrbites que apunten cap endavant.
- H. a. constrictus: es trobava des de la República Democràtica del Congo fins a Angola i Namíbia, i el seu crani es caracteritzava per una regió preorbital més gruixuda, un morro més curt, una superfície dorsal més plana, una sínfisi mandibular reduïda i dents mastegadores més petites.

Les subespècies esmentades anteriorment mai han estat àmpliament emprades ni tampoc han estat validades per biòlegs de camp; les diferències morfològiques descrites són prou petites com per haver resultat de la simple variació en mostres no representatives.  Un estudi que va examinar l'ADN mitocondrial a partir de biòpsies cutànies preses en 13 llocs de mostratge va trobar diferències genètiques baixes, però significatives entre H. a. amphibius, H. a. capensis i H. a. kiboko. No es van analitzar mostres de H. a. tschadensis ni de H. a. constrictus.

### Evolució
Fins al 1909, els naturalistes classificaven els hipopòtams juntament amb els porcs basant-se en els patrons de les dents molars. Diverses línies de proves, primer a partir de proteïnes de la sang i després del registre fòssil, mostren que els seus parents vius més propers són els cetacis (balenes, dofins i marsopes). L'últim avantpassat comú dels hipopòtams i les balenes es va separar del grup dels remugants i de la resta d'ungulats artiodàctils; les línies evolutives dels cetacis i els hipopòtams es van separar poc després.
La teoria més recent sobre els orígens de la família Hippopotamidae suggereix que els hipopòtams i les balenes van compartir un avantpassat semiaquàtic comú que es va separar d'altres artiodàctils fa aproximadament 60 milions d'anys. Es creu que aquest grup ancestral hipotètic es va bifurcar de nou en dues branques fa uns 54 milions d'anys.
Una d'aquestes branques va evolucionar fins als cetacis, possiblement fa uns 52 milions d'anys, amb les protobalenes del gènere Pakicetus i altres avantpassats de les balenes coneguts com a arqueocets. Aquest grup va experimentar adaptacions aquàtiques i va evolucionar en els cetacis completament aquàtics. L'altra branca va evolucionar fins als antracotèrids, una gran família d'animals quadrúpedes, dels quals els més antics, cap al final de l'Eocè, es podrien haver assemblat a hipopòtams més esvelts amb caps relativament més petits i estrets. Totes les branques dels antracotèrids, excepte la que es va convertir en Hippopotamidae, es van extingir durant el Pliocè, sense deixar descendència.
Així, es pot traçar una línia evolutiva aproximada dels hipopòtams des d'espècies de l'Eocè i l'Oligocè: des d'Anthracotherium i Elomeryx a les espècies miocenes com ara Merycopotamus i Libycosaurus, i finalment als antracotèrids més recents del Pliocè. Aquests grups van viure a través de les zones d'Euràsia i Àfrica. El descobriment d'Epirigenys a l'Àfrica de l'Est, que probablement va ser un descendent dels antracotèrids asiàtics i un tàxon germà d'Hippopotamidae, suggereix que els avantpassats dels hipopòtams van entrar a l'Àfrica des de l'Àsia fa uns 35 milions d'anys aproximadament. Un hipopotàmid antic és el gènere Kenyapotamus, que va viure a l'Àfrica fa entre 15 i 9 milions d'anys. Les espècies d'Hippopotamidae es van estendre per Àfrica i Euràsia, incloent-hi el hipopòtam nan actual. Des de fa uns 7,5 a 1,8 milions d'anys, un possible avantpassat de l'hipopòtam modern, Archaeopotamus, va viure a l'Àfrica i Orient Mitjà. Les restes més antigues de H. amphibius es coneixen a l'Àfrica i daten de l'inici del Plistocè, fa aproximadament uns 2 milions d'anys.

### Espècies extintes
Tres espècies d'hipopòtam nan malgaix es van extingir durant l'Holocè a Madagascar, l'última en els darrers 1.000 anys. Aquestes espècies eren més petites que l'hipopòtam modern, probablement com a resultat del procés de nanisme insular. Les proves fòssils indiquen que molts d'aquests hipopòtams van ser caçats per éssers humans, un factor clau en la seva extinció. És possible que individus aïllats d'hipopòtam nan malgaix hagin sobreviscut en llocs remots; el 1976, els habitants dels pobles van descriure un animal viu anomenat kilopilopitsofy, que podria haver estat un d'aquests hipopòtams.
Una espècie extinta, l'Hippopotamus antiquus, es va estendre per tot Europa, arribant fins al nord de Gran Bretanya durant els inicis i la part mitjana de l'època del Pleistocè, abans de ser substituïda per H. amphibius modern durant la part final del Pleistocè mitjà. Durant el Pleistocè, també es van desenvolupar diverses espècies nanes en diverses illes del Mediterrani, com Creta (Hippopotamus creutzburgi), Xipre (Hippopotamus minor), Malta (Hippopotamus melitensis) i Sicília (Hippopotamus pentlandi). D'aquestes, l'hipopòtam de Xipre va sobreviure fins a la fi del Pleistocè o principis de l'Holocè. Les proves del jaciment arqueològic d'Aetokremnos segueixen generant debat sobre si aquesta espècie va ser conduïda a l'extinció, o fins i tot va tenir contacte amb els éssers humans.

## Característiques
L'hipopòtam és un megaherbívor i només és superat en mida entre els animals terrestres pels elefants i algunes espècies de rinoceronts. El pes mitjà dels adults és d'aproximadament 1.480 kg pels mascles i 1.365 kg per les femelles. S'han registrat mascles excepcionalment grans que arriben als 2.660 kg. Sembla que els mascles d'hipopòtam continuen creixent al llarg de les seves vides, mentre que les femelles arriben al pes màxim als voltants dels 25 anys. Els hipopòtams mesuren de 2,90 a 5,05 metres de llarg, incloent-hi la cua, d'uns 35 a 56 cm de longitud, i d'1,30 a 1,65 metres d'altura a l'espatlla, amb els mascles i les femelles oscil·lant entre 1,40 i 1,65 metres i 1,30 i 1,45 metres d'altura a l'espatlla respectivament. L'espècie té una longitud típica cap-cos d'uns 3,3 a 3,45 metres i una alçada mitjana de peu d'1,4 metres a l'espatlla.
Els hipopòtams tenen cossos amb forma de barril amb cues i potes curtes, i un crani en forma de rellotge de sorra amb un morro llarg. Les seves estructures òssies estan adaptades per suportar el seu enorme pes,  i els ossos densos i el seu baix centre de gravetat els permeten sumergir-se i moure's pel fons de l'aigua. Els hipopòtams tenen potes petites (en comparació amb a altra megafauna) ja que l'aigua en la qual viuen redueix la càrrega de pes; la pelvis està inclinada en un angle de 45 graus. Els hipopòtams poden galopar fins a 30 km/h quan cal; no poden saltar, però poden caminar per pendents pronunciades. Malgrat la seva aparença arrodonida, els hipopòtams tenen poc greix.
Els ulls, les orelles i les fosses nasals dels hipopòtams estan situats alts a la part superior del seu crani. Això permet que aquests òrgans es mantinguin per sobre de la superfície mentre la resta del cos està submergit.  Les fosses nasals i les orelles es poden tancar quan estan sota l'aigua mentre que les membranes nictitants cobreixen els ulls.  Malgrat ser semiaquàtics i tenir potes palmades, els hipopòtams adults no són bons nedadors, ni poden flotar; per aquest motiu, rarament entren en aigües profundes; quan ho fan, es mouen tot botant pel fons. Un hipopòtam adult emergeix a la superfície cada quatre o sis minuts, mentre els joves han de respirar cada dos o tres minuts. 
La mandíbula de l'hipopòtam està impulsada per músculs masseters i digàstrics enormes, els quals li donen galtes grans i caigudes. L'articulació de la mandíbula permet que l'animal obri la boca fins a gairebé 180 graus.  El múscul orbicular dels llavis, que es troba plegat, permet a l'hipopòtam obtenir una obertura extrema sense esquinçar cap teixit. A la mandíbula inferior, les incisives i les canines creixen de manera contínua; les primeres poden arribar als 40 cm, mentre que les segones poden créixer fins als 50 cm. Les canines inferiors s'esmolen amb el contacte de les canines superiors més petits. Les canines i les incisives es fan servir principalment per a la lluita, no per a menjar. Els hipopòtams depenen dels seus llavis aplanats per agafar i arrencar herbes, les quals després són mòltes per les molars.  L'hipopòtam es considera un pseudoremugant: té un estómac complex de tres cambres, però no remuga.
La pell de l'hipopòtam té un gruix d'uns 6 cm, en gran part del seu cos, i presenta poc pèl.  L'animal és principalment de color gris violaci o negre blavós, però de color marró rosat a la part inferior i al voltant dels ulls i les orelles. La seva pell secreta una substància protectora de color vermell, coneguda a vegades com «suor de sang», substància que, malgrat el seu nom, no s'ha de confondre ni amb la suor ni amb la sang. Aquesta secreció és inicialment incolora i es torna vermella i ataronjada en qüestió de minuts, canviant finalment a color marró. S'han identificat dos pigments àcids en les secrecions; un de vermell (àcid hiposudòric) i un de taronja (àcid norhiposudòric), que inhibeixen el creixement de bacteris que causen malalties. La seva capacitat d'absorció de llum es troba en l'abast ultraviolat, creant un efecte protector solar. Independentment de la dieta, tots els hipopòtams segreguen aquests pigments, de manera que l'alimentació no sembla ser la seva font; en canvi, podrien ser sintetitzats a partir de precursores com l'aminoàcid tirosina. Aquest protector solar natural no pot evitar que la pell de l'animal es fisuri si roman fora de l'aigua massa temps.
Els testicles dels mascles no es despleguen totalment i no tenen escrot. A més, el penis es replega dins del cos quan no està erigit. Els genitals de les femelles d'hipopòtam són inusuals, ja que la vagina té rugositats i el vestíbul vulvar té dues grans divertícules prominents. La funció d'ambdues és desconeguda.
La longevitat mitjana d'un hipopòtam és d'uns 40 a 50 anys. L'hipopòtam conegut com a Donna va ser un dels hipopòtams més antics en captivitat. Va viure al Zoològic de Mesker Park a Evansville, Indiana, als Estats Units fins a la seva mort el 2012 als 61 anys. L'hipopòtam més vell mai registrat va ser anomenat Bertha; va viure al Zoològic de Manila a les Filipines des que es va obrir al públic l'any 1959; quan va morir el 2017, s'estima que tenia 65 anys.

## Distribució i estatus

### Distribució natural
Durant el Plistocè mitjà tardà i el Plistocè superior (fa aproximadament 500.000 a 40.000 anys), Hippopotamus amphibius era present a Europa i va arribar tan al nord com Anglaterra durant l'Eemià (fa 130-115.000 anys). Existeixen evidències arqueològiques de la seva presència al Llevant que daten de fa menys de 3.000 anys. L'espècie era comuna a la regió del Nil d'Egipte durant l'antiguitat, però des de llavors ha estat extingida regionalment. Segons Plini el Vell, en el seu temps, el millor lloc a Egipte per capturar aquest animal era a Sais; l'animal encara es podia trobar al llarg de la branca del Nil que travessa Damiata després de la conquesta àrab el 639. Es van fer informes de la matança de l'últim hipopòtam a la Província de Natal a la fi del segle xix. Avui dia, els hipopòtams encara es troben als rius i llacs del nord de la República Democràtica del Congo, Uganda, Tanzània i Kenya, cap al nord fins a Etiòpia, Somàlia i el Sudan, cap a l'oest fins a Gàmbia i cap al sud fins a Sud-àfrica.
Les evidències genètiques suggereixen que els hipopòtams comuns a l'Àfrica van experimentar una marcada expansió de població durant o després del Plistocè, atribuïda a un augment de les masses d'aigua al final d'aquella època. Aquests descobriments tenen importants implicacions per a la conservació, ja que les poblacions d'hipopòtams arreu del continent estan actualment amenaçades per la pèrdua d'accés a l'aigua dolça. Els hipopòtams també estan sotmesos a la caça i el furtivisme. L'espècie està inclosa a l'Apèndix II de la Convenció sobre el Comerç Internacional d'Espècies Amenaçades de Fauna i Flora (CITES), la qual cosa significa que tant l'exportació com la importació internacional (incloent-hi parts i derivats) requereix documentació de CITES per ser obtinguda i presentada davant les autoritats frontereres.

### Espècie invasora a Colòmbia
L'any 1981, el narcotraficant Pablo Escobar va adquirir mitjançant el contraban 4 exemplars (un mascle i tres femelles) i els va allotjar, juntament amb altres animals, en una reserva privada a la seva finca a la Hacienda Nápoles, situada a 100 quilòmetres a l'est de Medellín. Després de la mort d'Escobar, es va considerar que els hipopòtams eren massa difícils de capturar i traslladar; així doncs, es van deixar a la finca sense supervisió. Anys més tard, altres animals que s'havien allotjat a la finca, com elefants, girafes o rinoceronts, havien mort, desaparegut o s'havien traslladats a zoos, però els hipopòtams es van reproduir i alguns van escapar de la finca. La població d'hipopòtams introduïts va passar de 35 individus el 2012 a entre 60 i 80 el 2020. Tots ells estan relacionats amb el quartet original importat per Escobar. Segons nous estudis, la població ha crescut a un ritme anual del 14,5% i podria arribar a una població de 1.418 exemplars el 2039. Tot i que hi ha iniciatives comunitàries locals que aprofiten la seva presència per promoure el turisme, l'hipopòtam és considerat com una espècie invasora fora d'Àfrica i pot representar riscos econòmics i ecològics en competir pels mateixos recursos amb espècies de fauna silvestre nativa i afectar la flora local alterant l'hàbitat i pertorbant els processos ecosistèmics, a més de ser potencials disseminadors de malalties exòtiques. Per aquest motiu, s'han proposat diverses mesures per a la seva erradicació, en vista del desequilibri ecològic important que està causant al país.
El març de 2021, la UICN va enviar una carta d'intervenció al Govern de Colòmbia, va assegurar que havia seguit de prop el debat ambiental i va recomanar a les autoritats començar urgentment un programa enfocat a eliminar la població d'hipopòtams. També va assenyalar que l'esterilització, molt probablement, no funcionaria a llarg termini, ja que això no evitaria els impactes causats pels animals durant dècades, tenint en compte que tenen una expectativa de vida de més de 40 anys. A principis del 2023, es va donar a conèixer que alguns santuaris d'Índia i Mèxic estarien disposats a rebre alguns d'aquests hipopòtams, ja que compten amb les condicions per al seu trasllat, manteniment i control.

### Estat de conservació
A partir del 2017, la Llista Vermella de la UICN, elaborada per la Unió Internacional per a la Conservació de la Natura (UICN), classifica l'espècie com a vulnerable, amb una població estable estimada entre 115.000 i 130.000 exemplars. La població d'hipopòtams ha disminuït de manera més dramàtica a la República Democràtica del Congo. Cap al 2005, la població al Parc Nacional de Virunga havia disminuït fins a 800 o 900 exemplars des dels aproximadament 29.000 dels anys 70. Aquesta disminució s'atribueix a les disrupcions causades per la Segona Guerra del Congo. Es creu que els caçadors furtius són membres de les milícies Mai-Mai, soldats congolesos mal pagats i grups de milícies locals. Les raons per la cacera furtiva inclouen la creença que els hipopòtams són perjudicials per a la societat, així com el guany econòmic. A partir del 2016, sembla que la població d'hipopòtams de Virunga ha augmentat de nou, possiblement degut a una millor protecció per part dels guardes del parc, que han col·laborat amb pescadors locals. La venda de carn d'hipopòtam és il·legal, però les vendes en el mercat negre són difícils de seguir per als oficials del Parc Nacional de Virunga. La carn d'hipopòtam és molt valorada en algunes àrees d'Àfrica central i les dents poden ser utilitzades com a substitut de l'ivori d'elefant.

## Comportament i ecologia
Els hipopòtams són animals semiaquàtics i necessiten prou aigua per submergir-se; prefereixen aigües relativament tranquil·les amb ribes de pendent suau, tot i que els hipopòtams mascles també es poden trobar en números molt petits en aigües més ràpides i amb pendents rocalloses. Els hipopòtams viuen principalment en hàbitats d'aigua dolça, però es poden trobar, també, en estuaris.
Els hipopòtams passen la major part del dia a l'aigua per mantenir-se frescos i hidratats. Just abans que comenci la nit, surten de l'aigua per pasturar a terra. Com la majoria dels herbívors, els hipopòtams consumiran una gran varietat de plantes en captivitat, però la seva dieta en estat salvatge consisteix gairebé exclusivament en herba, amb un consum mínim de plantes aquàtiques. Un hipopòtam pot recórrer de 3 a 5 km cada nit i menjar al voltant de 40 kg d'herba. A l'alba, ja tornen a l'aigua. Els hipopòtams dormen amb els dos hemisferis del cervell en repòs, com tots els mamífers terrestres, i normalment dormen a terra o a l'aigua amb els narius exposats. Malgrat això, l'hipopòtam pot ser capaç de dormir submergit, emergint intermitentment per respirar sense despertar-se. Sembla que passen de manera més ràpida entre diferents fases del son que altres mamífers.
A causa de la seva mida i la seva tendència a seguir els mateixos camins per pasturar, els hipopòtams poden tenir un impacte significatiu sobre la terra per la qual caminen, mantenint-la lliure de vegetació i deprimint-ne el terreny. Durant períodes prolongats, els hipopòtams poden modificar els cursos de pantans i canals. En defecar a l'aigua, els animals també semblen transferir microorganismes del seu tracte digestiu que afecten el cicle biogeoquímic. Ocasionalment, s'han filmat hipopòtams menjant carronya, generalment prop de l'aigua. Hi ha altres informes de consum de carn i fins i tot canibalisme i predació. L'anatomia de l'estómac dels hipopòtams no té adaptacions per a la ingesta de carn i l'acció de menjar-ne probablement es deu a la falta de nutrients o simplement a un comportament anormal.